# Combrook
Combrook est un village et une paroisse civile du Warwickshire, en Angleterre. Il est situé dans le sud du comté, à une quinzaine de kilomètres au sud-est de la ville de Stratford-upon-Avon. Administrativement, il relève du district de Stratford-on-Avon.

## Toponymie
Combrook est un nom d'origine vieil-anglaise. Il fait référence à un ruisseau (brōc) coulant dans une vallée (cumb). Il est attesté sous la forme Cumbroc en 1217.

## Démographie
Au recensement de 2011, la paroisse civile de Combrook comptait 159 habitants.
| 1881 | 1891 | 1901 | 1911 | 1921 | 1931 | 1951 |
| ---- | ---- | ---- | ---- | ---- | ---- | ---- |
| 216  | 209  | 199  | 175  | 149  | 147  | 133  |

| 1961 | 1971 | 1981 | 1991 | 2001 | 2011 | - |
| ---- | ---- | ---- | ---- | ---- | ---- | - |
| 140  | ?    | ?    | ?    | ?    | 159  | - |

## Culture locale et patrimoine

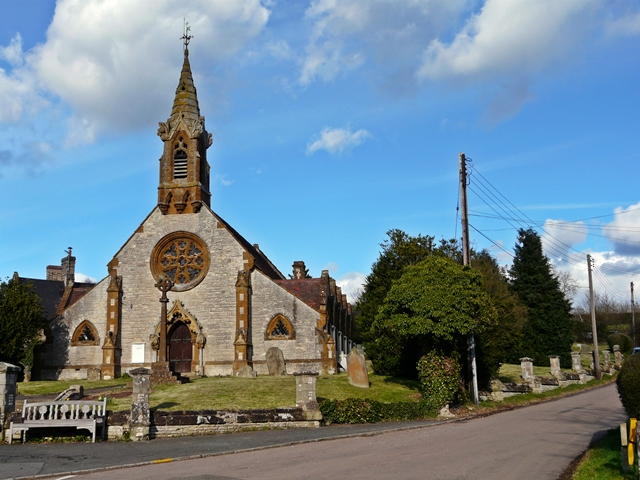
L'église de Combrook.

L'église paroissiale de Combrook est dédiée à sainte Marie et sainte Marguerite. Reconstruite en 1866 par l'architecte John Gibson (en), c'est un monument classé de grade II depuis 1972.